# Hartland (California)
Hartland es un lugar designado por el censo ubicado en el condado de Tulare, California, Estados Unidos. Según el censo de 2020, tiene una población de 69 habitantes.
En este caso, a todos los efectos prácticos, la zona depende de la localidad de Badger.

## Geografía
Está ubicado en las coordenadas 36°39′14″N 118°57′32″O / 36.65389, -118.95889 (36.653867, -118.958812).